# フリードリヒ・グルダ
フリードリヒ・グルダ（Friedrich Gulda, 1930年5月16日 - 2000年1月27日）は、オーストリアのクラシック音楽とジャズのピアニスト・作曲家。

## 人物
バッハ、モーツァルト、ベートーヴェンの演奏を特に得意とした。ジャズ演奏でも知られる。20世紀を代表する巨匠ピアニストの一人である。1960年代はイェルク・デームス、パウル・バドゥラ＝スコダとともに「ウィーンの三羽烏」と呼ばれた。

### 略歴
1930年、ウィーンに生まれる。1942年、ウィーン音楽院（現ウィーン国立音楽大学）に入学し、ブルーノ・ザイドルホーファーに師事。1946年、ジュネーブ国際音楽コンクールで一等賞を受賞。1947年に初のレコーディングを行い、バッハ、ベートーヴェン、ショパン、プロコフィエフなどを録音。その後の録音としては、1967年から1968年に墺AMADEOへ3回目となるベートーヴェン『ピアノソナタ全集』録音。1980年、『チェロと吹奏楽のための協奏曲』を作曲。1982年、『ウルスラのための協奏曲』を作曲。1999年頃、シューベルト『4つの即興曲D935』を自宅スタジオで録音し、これが最後の音楽活動になった。
クラシック音楽だけでなく、1950年代にはジャズに傾倒するあまり、1956年にアメリカに渡り、ニューヨークの名門ジャズクラブ「バードランド」にフィル・ウッズらセプテットを率いて出演、実況録音盤を発表した。また、スタジオ録音盤も存在している。
以後、本格的にジャズの演奏に転向しようと試みたこともある。
1999年3月頃、マスメディアに自分が死去したという偽の情報を流し、世間が騒ぎ始めた数日後に“生き返った”という設定で復活コンサートを開く。2000年1月27日死去。生前には、最も敬愛するモーツァルトの誕生日に死にたいと宣言をしていたが、実際にモーツァルトの誕生日に、自宅で心臓発作によって亡くなった。69歳だった。教師としては、1955年頃にマルタ・アルゲリッチを指導している。

### 演奏について
フリードリヒ・グルダを論じるとき、様々な言い方がなされることがあるが、古きよき時代の伝統を受け継ぎつつも、新しい音楽の可能性を探る挑戦者だったということができる。1970年代にジャズの演奏に転向しようとした（周囲の反対でそれは出来ず、クラシックとジャズの演奏を両立させる道を選んだ）のも、既存の音楽がつまらないというわけではなく、自分の学んだ古き音楽と新しい音楽の融合を目指したのである。その証左として、彼のレパートリーは当時のオーストリアの常識を考えると広いほうで、クラシック音楽にしてもバッハの『平均律クラヴィーア曲集』から、ラヴェル、ドビュッシー、プロコフィエフまで多彩であったことが挙げられる。しかし最も得意としたのは、3度もピアノソナタ全曲を録音しているベートーヴェンであった〈1回目：1953年10月-1954年1月 RAVAG録音（ORFEO DOR発売）、2回目：1954年-1958年 DECCA録音、3回目：1967年 AMADEO録音〉。
ベートーヴェン全集で見せるテンポ設計は本人も認めるほど速いものが多く、現在もハンマークラヴィーアの演奏時間でグルダをしのぐピアニストはほとんどいない。クラヴィコードで演奏する風変わりな趣味も見せた。
1989年ミュンヘンにおいてハービーハンコック＆ヘッドハンターズのライブに飛び入り参加し、ハービーとの掛け合い演奏と即興演奏を披露し健在ぶりを見せた。

### 作曲について
フリードリヒ・グルダは、しばしば作曲もしている（「ゴロウィンの森の物語」など）。逸話として、あるピアノコンサートで曲目が終わりアンコールの時になり、グルダが聴衆に向かって「何か聞きたい曲あるかい?」と聞いたすぐ後、客席から「アリア!」との声があり、すかさず「グルダのだね!」と言って“グルダの『アリア』”をピアノで弾いたという。グルダが作曲や即興にも優れていたことを表している逸話である。

## 全仕事

### ディスコグラフィー
- ベートーヴェンソナタ全集 墺ORFEOから販売されているレコーディング。この全集録音はグルダ生前の意向で、未公表に終わっていたが、2010年にORFEOからリリースされた。
- ベートーヴェンソナタ全集 英DECCAへのレコーディングだが、諸事情により販売が遅れてしまった。このため、契約を打ち切ってAMADEOに移籍した。
- ベートーヴェンソナタ全集 墺AMADEOへのレコーディング。多くのレーベルから復刻販売が続けられている。
- Gulda Plays Gulda - Piano Compositions 蘭フィリップスへのレコーディング。

### 作曲作品
- プレリュードとフーガ、そのほかをPapageno Musikverlagから出版している。

### 著書
- Aus Gesprächen mit Kurt Hofmann (Mein ganzes Leben ist ein Skandal)
グルダの発言をオーストリア放送協会ザルツブルク地方局のディレクター、クルト・ホーフマンがまとめた。
  - 日本語版『グルダの真実 - クルト・ホーフマンとの対話』田辺秀樹訳（洋泉社、1993年11月）ISBN 4896911318。
    - 新版『俺の人生まるごとスキャンダル - グルダは語る』（ちくま学芸文庫、2023年3月）ISBN 4480511733

## プライベート
最初の妻との子パウル、2人目の妻・祐子（ジャズピアニスト）との間の三男リコはともにピアニスト。日本に対しては妻が日本人だったこともあり、親近感を抱いていたことでも知られる。来日歴は1967年、1969年、1993年の3度ある。